# Артър Луис
Сър Уилям Артър Луис (на английски: William Arthur Lewis) е икономист от Сейнт Лусия (по това време английска колония), първият цветнокож носител на Нобелова награда за икономика, заедно с Теодор Шулц (през 1979).

## Биография
Артър Луис е роден на 23 януари 1915 г. в Сейнт Лусия, по това време колония на Великобритания. Завършва Лондонското училище по икономика (докторска степен през 1940). Преподава 10 години в същия университет, а след това още 10 в Манчестърския университет Виктория.
През 1979 г. заедно с Теодор Шулц е удостоен с Нобелова награда за икономика за пионерни изследвания на проблемите на икономическото развитие, особено на проблемите на развиващите се страни.
Умира на 15 юни 1991 г., на 76 години, в Барбадос.